# District de Tejen

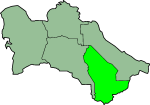

Le district de Tejen est un district du Turkménistan situé dans la province d'Ahal.
Il couvre une superficie de 12 000 km2 et été peuplé d'environ 110 000 personnes en 2006. 
Sa principale ville est Tejen, située près du réservoir de Hanhowuz (en). L'autoroute principale est l'autoroute M37. Berdy Kerbabayev (en) est né dans ce district.